# رجنوک
رجنوک روستایی در دهستان قهستان بخش قهستان شهرستان درمیان استان خراسان جنوبی ایران است. بر پایه سرشماری عمومی نفوس و مسکن در سال ۱۳۹۰ جمعیت این روستا ۱۴۵ نفر (در ۴۶ خانوار) بوده‌است. این روستا در فاصله ۱٫۵ کیلومتری از شهر قهستان و فاصله تقریباً ۷۵کیلومتری از مرکز استان خراسان جنوبی قرار دارد. شغل مردم روستا در درجه اول کشاورزی و دامپروری می‌باشد. زرشک، بادام ازجمله مهم‌ترین محصولات استراتژیک این روستا می‌باشد. حدود ۴۰٪ مردم روستای رجنوک مشغول به قالیبافی می‌باشند که این هنر از نیاکان سرچشمه می‌گیرد. درخش، مود، رجنوک از جمله مناطقی هستند که استادان قالیبافی را در خود پرورش داده‌اند و شهرت از لحاظ نقش و طرح جهانی دارد. از جمله شخصیت‌های مشهور علمی این روستا پروفسور محمد بهفروز می‌باشد
محمد بهفروز متولد ۱۵ فروردین ماه ۱۳۱۴، تحصیلات ابتدایی را در قُهستان (محله درخش)، تحصیلات متوسطه را در مدرسه شوکتیه بیرجند، تحصیلات دانشگاهی را در دانشسرای عالی تهران با رتبه یک در رشته شیمی و مدرک دکترا را از دانشگاه ایندیانای آمریکا اخذ کرد و در بازگشت به ایران در دانشگاه شیراز به عنوان استاد شروع به تدریس و تحقیق نمودند.
ایشان در سال ۱۳۷۲ موفق به کسب رتبه استاد ممتاز شیمی از دانشگاه ایالتی بال آمریکا گردید.
سرای متأهلی دانشجویی پردیس دانشگاه بیرجند در سال ۱۳۹۷ به پاس خدمات ایشان به نام پروفسور بهفروز نامگذاری شد. پروفسور بهفروز دارای ۳ فرزند بنام‌های افشین، کیوان، هایده می‌باشند متأسفانه این چهره مشهور در ۱۳ سپتامبر۲۰۲۳ مطابق با ۲۳ شهریور۱۴۰۲در ایالت لس آنجلس دار فانی را لبیک گفتند
روستای رجنوک در آیین‌های مذهبی نیز شهرت دارد مراسم نخل و علم گردانی نیز از مراسم فرهنگی مذهبی این دیار می‌باشد.
ازجمله امکانات رفاهی این روستا گاز شهری به همت دولت دوازدهم، آب شرب، برق، تلفن می‌باشد. سنگ‌فرش تمامی معابر آسفالت روستا ازجمله خدمات دولت مردمی سیزدهم به روستا می‌باشد. جوانان این روستا همانند الگوی علمی خود پروفسور بهفروز در جابجای میهن مشغول خدمت رسانی تعلیم دانش و علم آموزی می‌باشند. مخترعان این روستا در همه عرصه‌ها پای در عرصه خدمت رسانی به شهروندان می‌باشند. سامانه هوشمند چرخه سبز که به دست یکی از فرزندان این دیار ساخته شده‌است در استان ایفای نقش می‌کند